# Памятник «Киндертранспорту»
Памятник «Киндертранспорту» (пол. Pomnik Kindertransportów) — памятник, установленный перед главным вокзалом Гданьска (Польша) в память об участниках спасательной операции «Киндертранспорт», которая состоялась за 9 месяцев до начала Второй мировой войны.
Тогда была проведена перевозка и размещение на территории Великобритании детей, признававшихся на основе Нюрнбергских расовых законов евреями, из нацистской Германии, Австрии, Чехословакии, Польши и вольного города Данцига (ныне Гданьск). Из Данцига с 3 мая по 25 августа 1939 года были отправлены четыре транспорта еврейских детей, родители которых не могли покинуть город. Благодаря усыновлению британскими семьями, более ста детей Данцига (Гданьска) избежали истребления.
Автор памятника — израильский скульптор Франк Майслер, уроженец Гданьска, будучи десятилетним ребёнком, был спасён на одном из таких транспортов, его родители вскоре были убиты нацистами.
Бронзовый памятник состоит из группы детей: 3-х девочек и 2-х мальчиков разного возраста, ожидающих на железнодорожной платформе поезда. Ниже — символические рельсы и шпалы, на самой железнодорожной платформе — названия станций, откуда отправлялись детские транспорты, в том числе, Берлин, Бремен, Гамбург, Франкфурт-на-Майне, Гданьск, Дюссельдорф, Ганновер, Штутгарт, Вена, Вроцлав и др. На обратной стороне памятника металлические пластины (таблицы) на английском и иврите с надписями следующего содержанием: Посвящён киндертранспортам еврейских детей, которые в 1939 году отправились из родного города Гданьска в Великобританию…
Памятник был открыт 6 мая 2009 года на ул. Подвале Гродзкие перед главным вокзалом Гданьска в присутствии нескольких оставшихся в живых участников «Киндертранспорта», в том числе Франка Майслера.
Высота статуи — 1,70 м. Размеры постамента: 0,63 м (максимальная высота) х 2,61 м х 1,92 м.

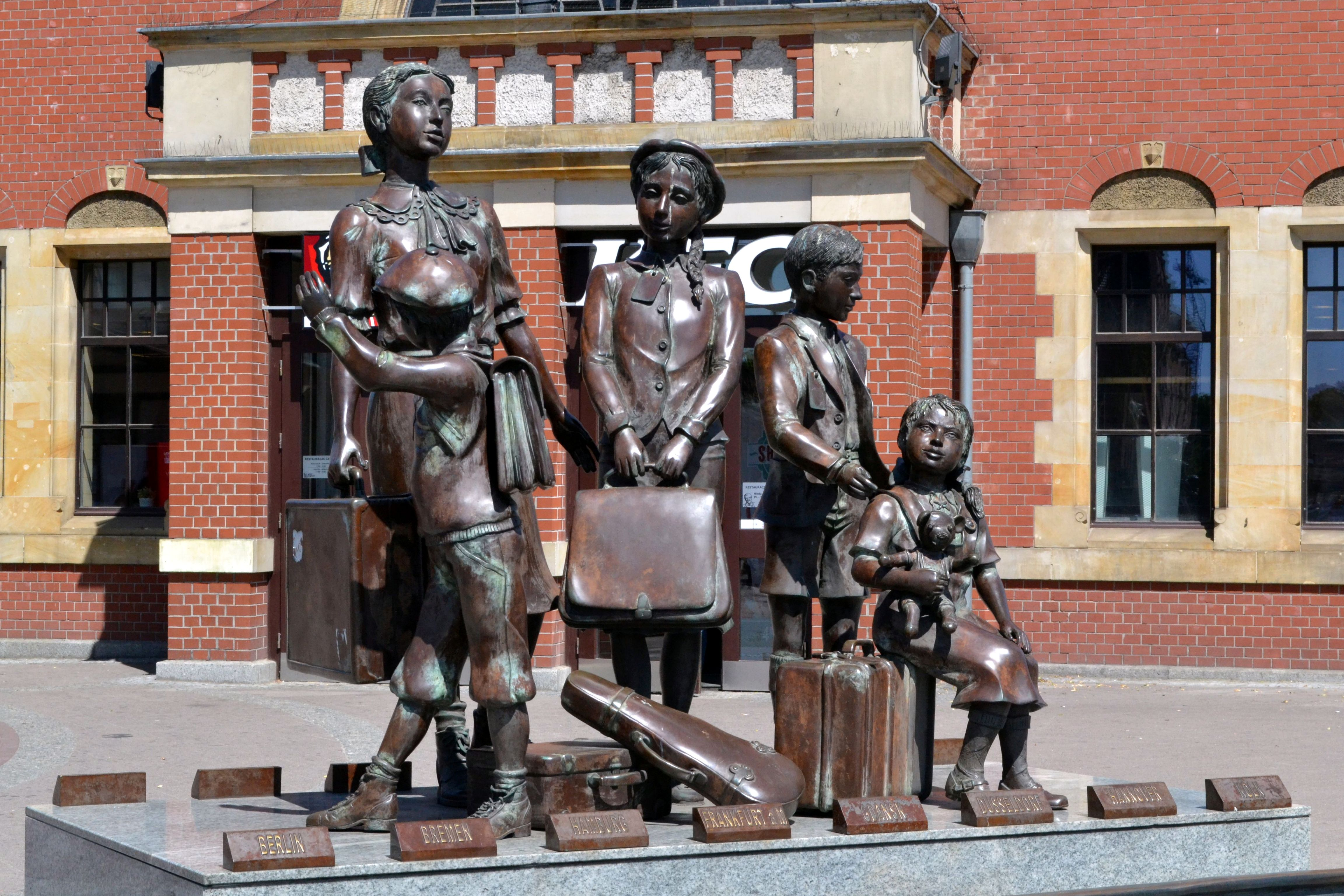
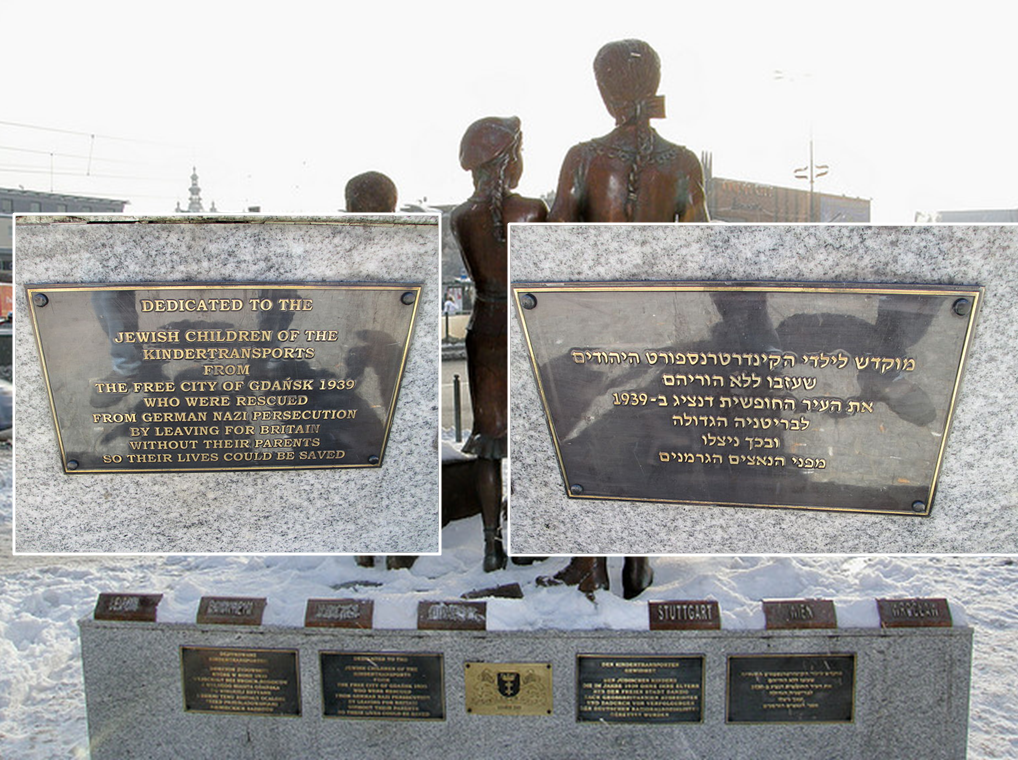
Обратная сторона памятника
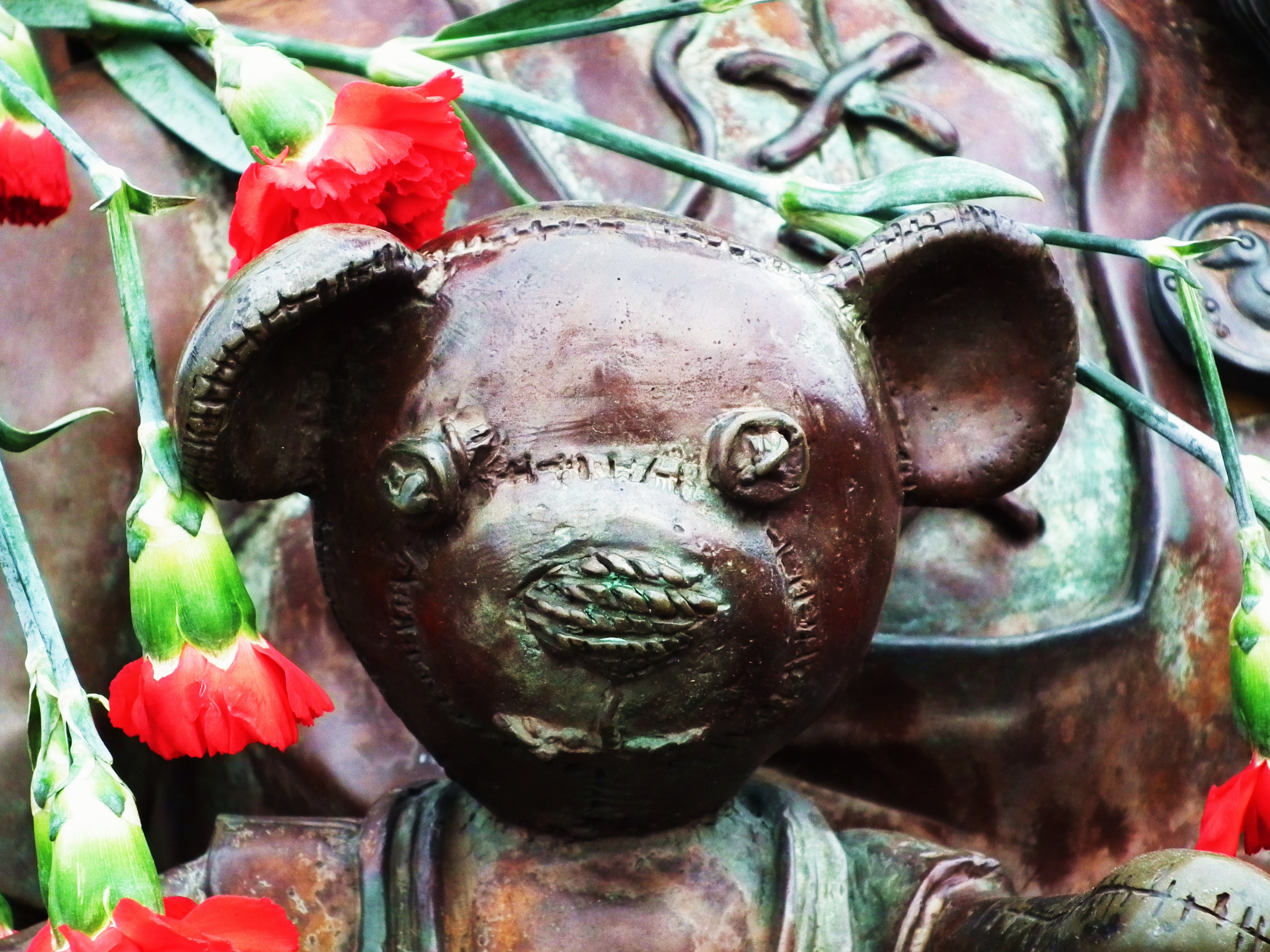
Деталь памятника - детская игрушка
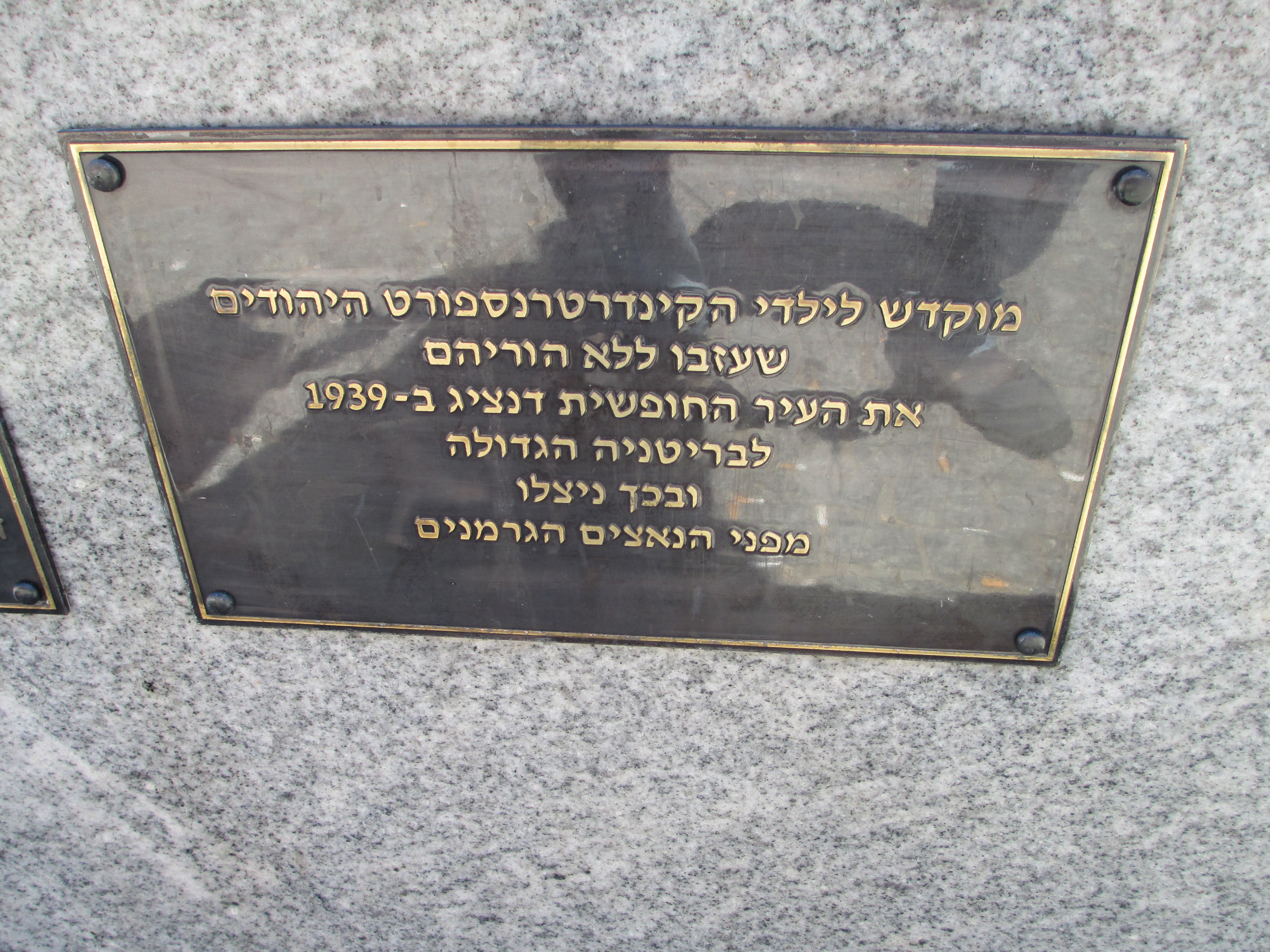
Одна из металлических табличек